# Komarivka, Korsun-Șevcenkivskîi
Komarivka (în ucraineană Комарівка) este localitatea de reședință a comunei Komarivka din raionul Korsun-Șevcenkivskîi, regiunea Cerkasî, Ucraina.

## Demografie
Componența lingvistică a localității Komarivka
     Ucraineană (97,07%)
     Rusă (2,93%)
Conform recensământului din 2001, majoritatea populației localității Komarivka era vorbitoare de ucraineană (97,07%), existând în minoritate și vorbitori de rusă (2,93%).